# Norrköpings högre handelsinstitut
Norrköpings högre handelsinstitut, förut Smedmans handelsskola, som 1902 flyttades från Stockholm till Norrköping och 1910 ställdes under stadsfullmäktiges inspektion samt erhöll dess understöd, besöktes under 1920-talet årligen av 350 till 400 elever och lades ned 1933. Skolans rektor, Gustaf Smedman, var från 1915 även lärare (till 1917 tillika rektor) för då nyinrättade Norrköpings handelsgymnasium.